# Костроба, Катерина Ивановна
Катерина Ивановна Костроба (род. 1954) — украинская актриса театра, Заслуженная артистка Украины (1995). Солистка-вокалистка. Преподаватель-методист сценической речи в Киевской муниципальной академии эстрадного и циркового искусства.

## Биография
Родилась 6 апреля 1954 года в селе Бунов, Львовская обл., УССР. Мать с отцом развелись и вскоре Катерина (в девичестве Лысяк) с отцом и мачехой переехали в город Червоноград, Львовской области.
С юных лет Катерина Лысяк занималась музыкой, пела и играла на бандуре. Выступала в Народном театре.
В 1970 году, после окончания школы приехала в Киев, где поступила и окончила студию при Киевской Оперетте, по специальности "солистка-вокалистка". Сразу после окончания студии поступила в Киевский Государственный Театральный Институт имени Карпенко-Карого (КГИТИ). По окончании КГИТИ была приглашена солисткой-вокалисткой в Крымский украинский музыкальный театр (Симферополь, АР Крым), где проработала более 20 лет.
Замужем. Супруг Костроба Иван Иванович, театральный актер и режиссёр. Сын Костроба Иван Иванович, актер, режиссёр, телеведущий - работает ведущим новостей, Первый национальный канал (Украина).
С 2000 года Катерина Костроба живёт и работает в Киеве.

## Творческая деятельность
За годы работы ведущей актрисой Крымского Украинского Музыкального Театра сыграла более 150 разноплановых ролей в музыкальных и драматических спектаклях. Наиболее известны роли в спектаклях «Собор Парижской Богоматери», «Летучая мышь», «Севастопольский вальс», «Моя прекрасная леди».
В 1994 году совместно с супругом, актёром и режиссёром Костробой Иваном Ивановичем, основала монотеатр (Театр в фойе) на малой сцене театра.
Как актриса Театра в фойе сыграла две роли, которые закрепили её статус выдающейся драматической актрисы — роль Айседоры Дункан в моноспектакле «Три жизни Айседоры Дункан» (1994) и роль Роксоланы в одноимённом спектакле по мотивам романа Павла Загребельного. За роль Роксоланы была удостоена звания заслуженной артистки Украины.
Также Катерина Костроба (Лысяк) является лауреатом Государственной премии АР Крым и лауреатом Всеукраинского конкурса профессиональных чтецов им. Леси Украинки.

## Преподавательская деятельность
С 2000 года Катерина Ивановна Костроба работает преподавателем-методистом сценической речи на кафедрах сценической речи в Киевской муниципальной академии эстрадного и циркового искусства и Киевского национального университета театра, кино и телевидения имени И. К. Карпенко-Карого. Разработала авторскую методику преподавания. Подготовила десятки выдающихся артистов - как драматических, так и солистов-вокалистов. Выпускниками Катерины Костробы являются Мария Яремчук, Светлана Тарабарова, Наталья Могилевская, Александр Панайотов и другие известные украинские исполнители.